# Limbi din Peninsula Balcanică
Aceasta este o listă a limbilor vorbite în regiunile guvernate de țările balcanice. Exceptând câteva limbi turcice, maghiara și cercheza, toate acestea fac parte din familia limbilor indo-europene. Deși fac parte din familii diferite, aceste limbi (cu excepția maghiarei vorbită în Voivodina) au format „uniunea lingvistică balcanică”, căpătând asemănări structurale izbitoare de-a lungul timpului.

## Limbi indo-europene
- Albaneză
- Armeană
- Greacă

- Limbi indo-ariene
  - Limba romani

- Limbi romanice
  - Aromână
  - Istroromână

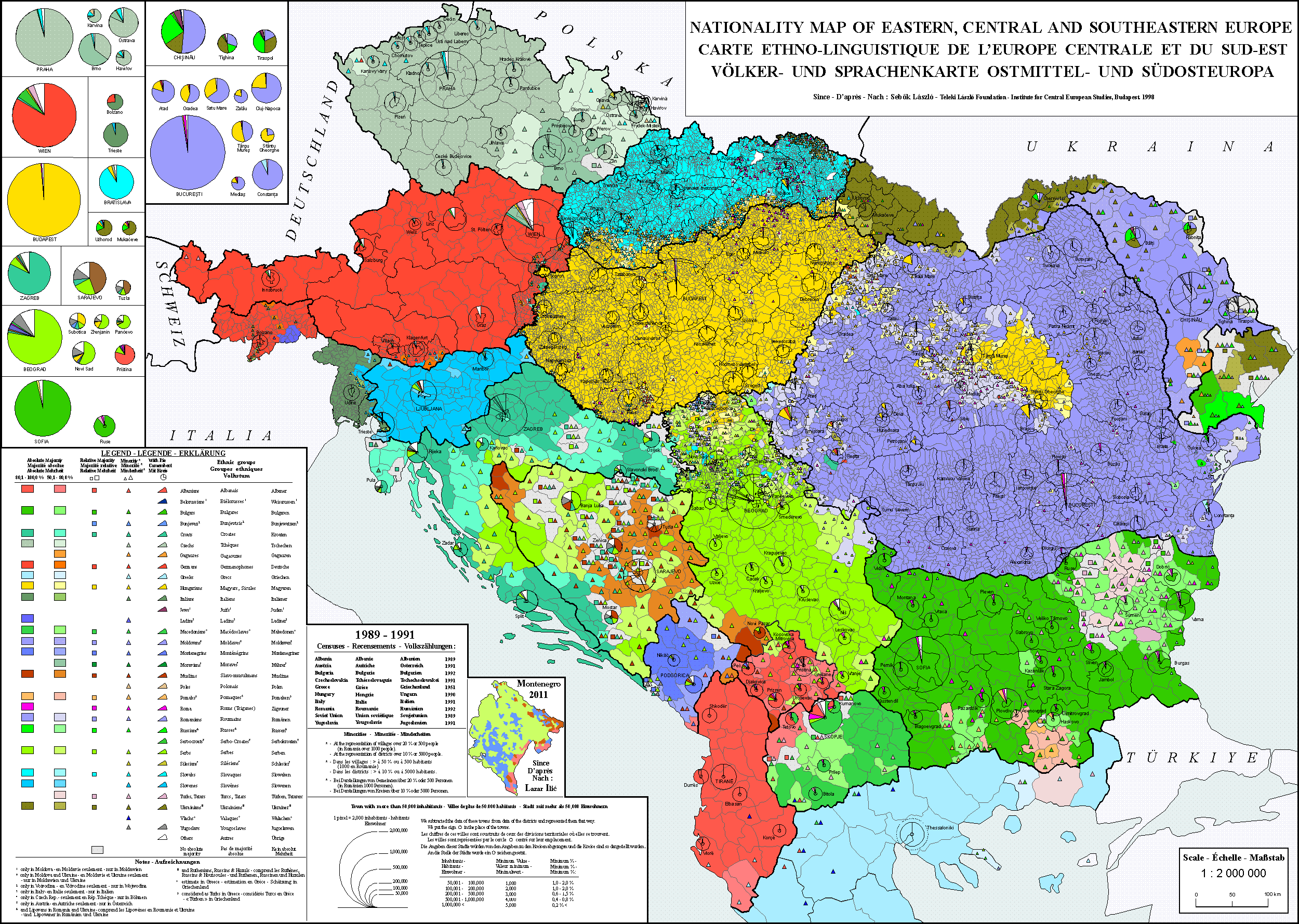
Hartă lingvistică după recensămintele oficiale

  - Italiană (în Istria, pe coasta Adriatică)
  - Ladino (în Grecia și Turcia)
  - Română

- Limbi slave
  - Bulgară
  - Macedoneană
  - Slavonă
  - Limba sârbocroată, cu variantele :
    - Bosniacă
    - Bunevță
    - Croată
    - Muntenegreană
    - Sârbă

  - Slovenă

## Limbi uralice
- Maghiară

## Limbi turcice
- Găgăuză
- Tătară
- Tătară crimeeană
- Turcă

## Limbi ibero-caucaziene
- Cercheză